# Dietrich von Nieheim
Dietrich von Nieheim auch Niem oder Nyem (* um 1345 in Brakel im Hochstift Paderborn; † 22. März 1418 in Maastricht) war Historiker an der Kurie in Rom, Bischof von Verden und deutscher Vertreter beim Konzil von Konstanz.

## Leben
Schon in jungen Jahren ging Dietrich nach Rom, wo er zwar Jura studierte, aber nie einen akademischen Grad erwarb. Dennoch wirkte er ab etwa 1370 als Jurist am päpstlichen Hof in Avignon und kehrte 1376 nach Rom zurück. Dort stellte ihn Papst Urban VI. an der päpstlichen Kanzlei an, wo er unter anderem für die Zusammenstellung der Kanzleiregeln zuständig war. Urban nahm ihn 1383 mit auf seinen Besuch bei Karl von Neapel. Dabei geriet er in allerlei Schwierigkeiten, die ihn veranlassten 1385 die Kurie zu verlassen. Eine Rolle mag dabei gespielt haben, dass er sich einträgliche Pfründen aus verschiedenen rheinischen Bistümern, so in Minden und Münster, verschafft hatte.
1395 benannte ihn Papst Bonifaz IX. für das Bistum Verden. Dort stieß er auf erheblichen Widerstand, vor allem aus dem Domkapitel, das bereits seiner Ernennung widersprochen hatte. 1398 resignierte er als Bischof von Verden. Der romtreue Kleriker machte sich 1399 besonders stark für die vom Papst gewünschte Einsetzung des lombardischen Bertrando d’Arvazzano als Bischof von Paderborn, was allerdings am Widerstand der Landstände 1400 scheiterte. 1401 entzog ihm Bonifaz das Bistum wieder. Dietrich kehrte an die päpstliche Kanzlei in Rom zurück, wo er 1403 wieder erwähnt wird.
Inzwischen hatte er bei der Gründung eines deutschen Hospizes (Collegio Teutonico di Santa Maria dell’Anima) in Rom mitgewirkt und eine Chronik begonnen, von der nur noch Fragmente überliefert sind.
Seine Hauptbedeutung liegt aber in seiner Beteiligung an der Kontroverse über das Papstschisma, in die er ab spätestens 1399 mit zahlreichen Schriften eingriff. Vor allem sprach Dietrich sich entschieden gegen die Simonie und für eine erneute Einheit der Kirche aus. Im Mai 1408 begleitete er Papst Gregor XII. nach Lucca. Als dieser sich nicht auf eine Vermittlung einließ, schloss er sich den römischen und Avignoneser Kardinälen in Pisa an und wurde zum Anhänger des neu gewählten Alexander V. und seines Nachfolgers Johannes XXIII. und kehrte wieder an die Kurie zurück. Dort trat er aber sehr für ein allgemeines Konzil ein und nahm in der deutschen Nation am Konzil von Konstanz teil.
In der Philologie wird Nieheim erwähnt, da sein Briefwechsel (1411) mit dem aus Hannover stammenden Johannes Schele – dem späteren Bischof von Lübeck (1420–1439) – die älteste bekannte Erwähnung einer Eulenspiegel-Schrift enthält.